# ひとみ (人工衛星)

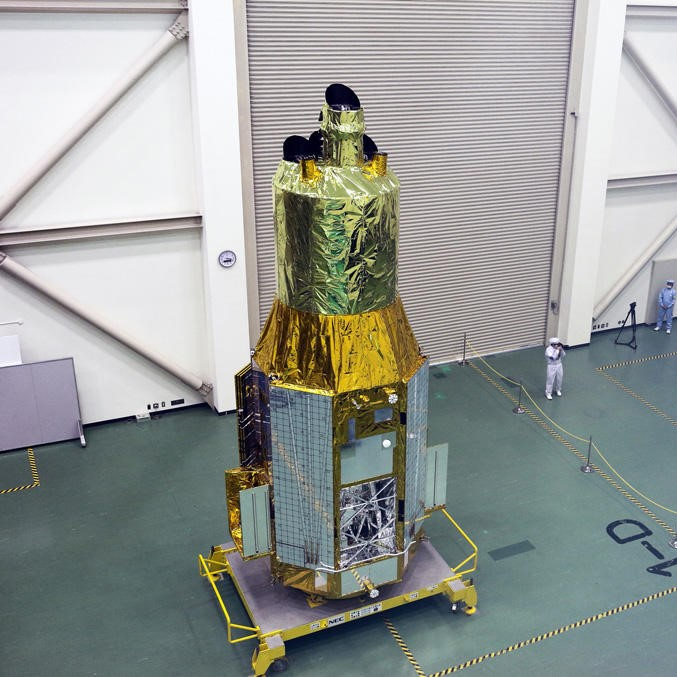
報道公開されたひとみ

ひとみ (第26号科学衛星 ASTRO-H) は、2016年2月17日に打上げられた日本のX線天文衛星。宇宙航空研究開発機構 宇宙科学研究所 (JAXA/ISAS) が中心となり、日本国内の諸大学、アメリカ合衆国およびヨーロッパ諸国との国際協力によって計画が推進された。
2016年3月26日に姿勢制御系の異常によって姿勢回転の速度が上がり続け、通信途絶・機体の分解・制御不能となったため、短期間で運用を終了した。

## 概要
すざくに続く日本で6番目のX線天文衛星として、New exploration X-ray Telescope (NeXT) の検討が進められてきたが、2008年7月に開催された文部科学省宇宙開発委員会において、26号科学衛星として計画が推進されることが正式に決定された。
国際協力ミッションであり、アメリカ航空宇宙局 (NASA) がNeXT-SXSをエクスプローラー計画 (SMEX) の協同ミッション (MOO) に採択したほか、欧州宇宙機関 (ESA)、オランダ宇宙研究機関 (SRON)、カナダ宇宙庁 (CSA) などのチームが競争的資金を獲得して参加していた。また、国内の28の大学や研究機関、海外の23の大学や研究機関のグループが参加しており、約180名の研究者がプロジェクトチームと連携していた。 日本の負担総額は衛星打上げを含めて約310億円。
2015年12月11日、宇宙航空研究開発機構と三菱重工業は、2016年2月12日に種子島宇宙センターからH-IIAロケット30号機（202型）で打ち上げることを発表。2016年2月10日には、打上げ時刻を同年2月12日17時45分と発表したが、規定以上の氷結層を含む雲の発生と強風が見込まれることから翌11日に打上げ延期を発表した。その後、天候が回復した2月17日17時45分に打上げに成功し、名称をひとみと決定したことを発表した。
2016年2月29日、JAXAは、クリティカル運用期間を終えたことを発表した。この後、搭載機器の初期機能確認、較正観測を経て、運用が開始される予定であったが、3月26日に姿勢制御系の不具合により通信を途絶、4月28日に復旧を断念した。

## 名称
名称の由来についてJAXAは、
- 「ひとみ」が「熱い宇宙の中を観るひとみ」であること。
- 画竜点睛（竜を画いてひとみを点ず）の故事において、ひとみを描きこんだ途端に、竜が天に昇ったことから示されるように、物事の最も肝要なところという意味に使われる。「ひとみ」は、X線天文学において、物事を知るのに最も肝要なミッションになってほしいという願いが込められている。
- 瞳は、眼の中で光を吸い込む部分でもある。ブラックホールは「宇宙の瞳」であるともいえる。「ひとみ」で「宇宙の瞳」を観測する。

という三つの理由を挙げている。

## 衛星
総重量約2.7トン、望遠鏡伸展後の全長14mと、ひとみ以前に計画された日本の天文衛星では最大規模となる。打上げロケットはH-IIAロケットで、高度575km、傾斜角31度の円軌道を取った。

### 観測機器
従来より10倍以上優れたＸ線エネルギー計測精度を持つ革新的な軟X線超精密分光望遠鏡システム、広い視野を持つX線CCDカメラ、高精度イメージング能力により従来より10倍以上の高感度を持つ硬X線／ガンマ線検出器を搭載していた。また、すざくでは失敗したマイクロカロリメータによる観測を予定していた。複数の観測機器を組み合わせて観測することで最大ですざくの100倍の感度で天体を観測できる能力を持っていた。

## 沿革
- 2002年 - NeXTワーキンググループ結成[9]
- 2006年 - 第9回宇宙理学委員会でミッション定義審査 (MDR) とシステム要求審査 (SRR) 相当の審査を終了[9]
- 2007年 - 宇宙科学研究所企画調整会議でJAXAプロジェクト準備審査への推薦を了承、審査を経てプリプロジェクト移行[9]
- 2008年 - システム定義審査 (SDR) 審査を実施。企画調整会議でASTRO-Hの名称を付与[9]
- 2008年 - エクスプローラー計画 (SMEX) の協同ミッション (MOO) に採択、NASAの参加決定[9]
- 2008年 - 宇宙開発委員会事前評価による開発研究段階への移行承認。JAXAプロジェクト移行審査を経てプロジェクトチーム発足[9]
- 2010年 - 宇宙開発委員会事前評価による開発段階への移行承認。JAXA、NASA、SRONの基本設計審査 (PDR) 終了、詳細設計開始[9]
- 2011年 - 詳細設計を踏まえてサブシステムの詳細設計審査 (CDR) 実施、PFM製造開始[9]
- 2014年 - 当初の打ち上げ目標[9]
- 2016年
  - 2月17日 - H-IIAロケット30号機により打ち上げ
  - 2月29日 - クリティカル運用期間を終了[14]
  - 3月26日 - 異常回転が発生し分解、通信途絶[5]
  - 4月28日 - 復旧を断念[5]
  - 7月7日  - 打上げの約一週間後から観測していた、ペルセウス座銀河団にある高温ガスは、銀河中心部にあるブラックホールの影響を受けていないことが発表される[17]
- 2017年5月30日 - プロジェクト終了宣言[18]

## 異常回転による分解

### 発生
2月17日に打ち上げられたひとみは、同月29日にクリティカル運用期間を終え、3月は初期機能確認期間にあった。3月26日までには全観測機器の立ち上げを一通り完了しており、異常が発生した25日から26日にかけては、複数のX線天体による試験観測が行われていた。
JAXA内之浦局 (USC) では、USCの可視時間の終了直前となる26日3時1分に、ひとみを活動銀河核に指向させるべくコマンドを送信。3時13分に可視時間を終了した。しかし、続いて5時49分のスペインJAXA GNマスパロマス局 (MSP) の可視時間に行われた通信において、姿勢の異常と発生電力の低下ならびに機体温度の変動を検知。最終的に16時40分のオーストラリアJAXA GNミンゲニュー局 (MGN) の可視時間において、通信途絶が判明した。後の推定では、ひとみはこの間の10時42分±11分頃に分解していたとみられる。
通信途絶直後は原因が特定できず、復旧への期待ももたれた。しかし、すばる望遠鏡などによる観測で、大小合わせて11個の物体に分解していることが明らかになったこと、事故原因が推定されたことから、4月28日に復旧を断念したことが発表された。
ひとみの破片のうち2つは、4月20日と4月24日に大気圏に突入しており、燃え尽きたと推定される。

### 原因
事故原因の推定シナリオの第一報は4月15日に公開された。このシナリオでは、ひとみは姿勢制御機能の異常により自ら回転を起こし、それが複数の事象と不具合の連鎖により、高速回転からの分解に至ったと推定されている。事象の詳細は次の通りである。
1. 地上局から、姿勢制御コマンドを受信。ひとみは、スタートラッカ (STT) の測定値を基に姿勢の修正を始めた。ひとみは、この時、カルマンフィルターをリセットし、慣性基準装置 (IRU) の積算誤差推定値を一時的に大きな値（実際の姿勢とは大きく異なる値）に更新した。
2. STTの追尾により、姿勢誤差推定値は徐々に低下し、姿勢が安定するはずであったが、この直後、STTが不具合により測定できなくなったため、ひとみは、自身の姿勢を正しく認識できなくなった。
3. 誤った姿勢情報を基にリアクションホイール (RW) が動作し、ひとみは1時間あたり約20°の速さでゆっくりと回転を始めた。
4. 約4分後に、STTが復旧したが、ひとみは、姿勢制御系が推定している姿勢角と、STTの測定値が矛盾している状態に陥った。このような場合、ひとみの姿勢制御系は、STTの測定値を無視する設計になっていたため、回転が止まらなくなった。
5. 姿勢異常により、RWの回転を止めるための仕組み（磁気トルカ）が機能しなくなった。そのため、RWの回転速度が、ひとみがRWの異常を検知する閾値を超えた。
6. ひとみは、RWの異常を感知し、スラスタにより姿勢制御を行うスラスタセーフホールドモードに移行したが、事前に入力されていたスラスタ制御の設定に誤りがあり、回転を止める制御を行うはずが、逆に増速する方向にスラスタを噴射した。
7. 回転により大きな荷重がかかる太陽電池パドル取付部、伸展式光学ベンチ (EOB) が破断。

以上の事象の結果、最終的にひとみは大きな角速度で回転しており、太陽電池パドル両翼とEOBが破断し分離、バッテリーは枯渇状態にあると推定。復旧は期待できないと判断された。

### 事故の要因
最終的に分解に至った原因は、不適切なスラスタ制御パラメータであるが、この不具合やそれまでの一連の動作が発生した背景も含めた原因調査が行われた。

#### 不適切なスラスタ制御パラメータ
本件については、多くの運用上の不備が指摘されている。まず、ひとみはEOBの伸縮前後で質量特性が変わる特殊な衛星であることから、パラメータの書き換えが必要であったにもかかわらず、そもそもこの作業が運用計画の文書に記されていなかった。加えて、文書に記されていない業務を追加したため、作業が輻輳し指示や検証が曖昧になっていた。さらにパラメータの作成自体も、設計を熟知した開発者が使用するツールにより行われたため、作業ミスが発生した。ここで本来であればシミュレーションにより問題が明らかになるはずが、その検証も業者内での伝達ミスにより行われず、JAXA側が検証の有無を確認しないというミスも重なった結果、不適切なパラメータが実際の衛星に送信されてしまう事態となった。

#### 設計フェーズにおける問題
設計フェーズにおいては、JAXA側からの要求がより良い観測条件ばかりに偏るなど安全・信頼性を軽視したものとなっていたとの指摘がなされている。また運用フェーズにおけるパラメータ変更の負担を減らすような検討も行われなかった。懸念事項に関する確認も不十分であった。
さらに、システム規模の増大にそれまでのISASの仕組みが対応できず、管理が行き届かなかった点も指摘されている。プロジェクト管理者が専任でないなど、役割分担や責任関係が不明確なまま開発が進められていた。

#### 運用フェーズにおける問題
運用フェーズにおいても、前述のパラメータ以外に複数の問題が指摘されている。打ち上げ後からSTTに関わる不明事象が複数発生していたにもかかわらず問題を解決しないまま運用が行われており、この報告が正しくなされていなかった。また問題が発生した姿勢変更作業が可視時間の終了間際に行われたことも、時期尚早であったとしている。

### 再発防止策
直接的な再発防止策としては、以下の3点が提示されており、他の衛星への水平展開が行われた。
1. STTを棄却してIRU積算値のみを使用する状態を長期間継続しない。
2. STTからのデータが使えない場合、太陽センサ出力や発生電力等の実測値も用いて姿勢異常の判定を行う。
3. 軌道上で姿勢制御用パラメータを変更する場合は、打ち上げ前に確認済みの値を用いる。できない場合はシミュレータ等の検証を必須とする。

さらに、本件はISASプロジェクトの運営に起因する部分も大きいことから、組織改革も図られる。

## 後継機
JAXAはひとみの再製作を基本とし、対策を取り入れたひとみ後継機の打上げ目標を2020年としていたが、その後数回延期され打ち上げは2023年度となった。
ひとみの後継であるX線分光撮像衛星（XRISM）は2023年9月7日に打ち上げられた。